# Sahé
Sahé är en ort i Mexiko.   Den ligger i kommunen Tixpéhual och delstaten Yucatán, i den östra delen av landet, 1 000 km öster om huvudstaden Mexico City. Sahé ligger 15 meter över havet och antalet invånare är 507.
Terrängen runt Sahé är mycket platt. Runt Sahé är det ganska tätbefolkat, med 70 invånare per kvadratkilometer. Närmaste större samhälle är Mérida, 17,1 km väster om Sahé. I omgivningarna runt Sahé växer i huvudsak lövfällande lövskog.